# Voltaire (krater)
Voltaire är en nedslagskrater på Mars månen Deimos. Voltaire har fått sitt namn efter den franske författaren Voltaire.